# Jaroňkova útulna
Jaroňkova útulna se nachází v areálu hradu ve Štramberku v okrese Nový Jičín. Byla zapsána do Ústředního seznamu kulturních památek ČR před rokem 1988.

## Historie
Na místě útulny (turistické noclehárny) u paty štramberské věže byla postavena v roce 1903 malá dřevěná restaurace s terasou. V roce 1906 jarní větrná smršť tento objekt zničila. Na jejím místě byla postavena a slavnostně otevřena nová útulna už 24. června 1906. Nesla název U Mědínků. Architektem útulny byl Josef Pokorný z Ostravy, architekt turistické chaty na Ondřejníku. V roce 1924 bylo Klubem československých turistů ve Štramberku rozhodnuto o výstavbě nové útulny. Stavbu navrhl malíř Bohumír Jaroněk. V útulně je pokladna pro věž, prodejna suvenýrů a informační centrum. V roce 2016 proběhla rekonstrukce útulny v hodnotě 4,2 milionu Kč. Útulně byla navrácena dobová výzdoba interiéru. Zpřístupněna byla 14. dubna 2016.

## Popis
Útulna je volně stojící přízemní hrázděná stavba na obdélníkovém půdorysu se sedlovou střechou krytou šindelem. Na vysokou omítanou podezdívku nasedá hrázděné zdivo; mezi nosnými trámy byly prostory vyzděny režným zdivem, později omítnuté. Zadní část je zděná. Severozápadní (levá) okapová strana má tři velká pětiúhelná okna (pravoúhlá obdélná okna s trojúhelníkovým závěrem). Jihovýchodní okapová strana je členěna opět pětiúhelnými okny mezi nimi je předsíň se dvěma vstupy do útulny. Předsíň má pultovou střechu krytou šindelem. Před jihozápadní štítové průčelí předstupuje tříosý arkýř s valbovou střechou krytou šindelem. Nad prostředním oknem je nápis U Jaroňků. Jihozápadní štít je v horní části paprskovitě bedněný, ve vrcholu je kabřinec krytý šindelem. Vnitřek útulny, jeho stěny, jsou zdobeny bohatou dekorativní malbou s lidovými motivy.

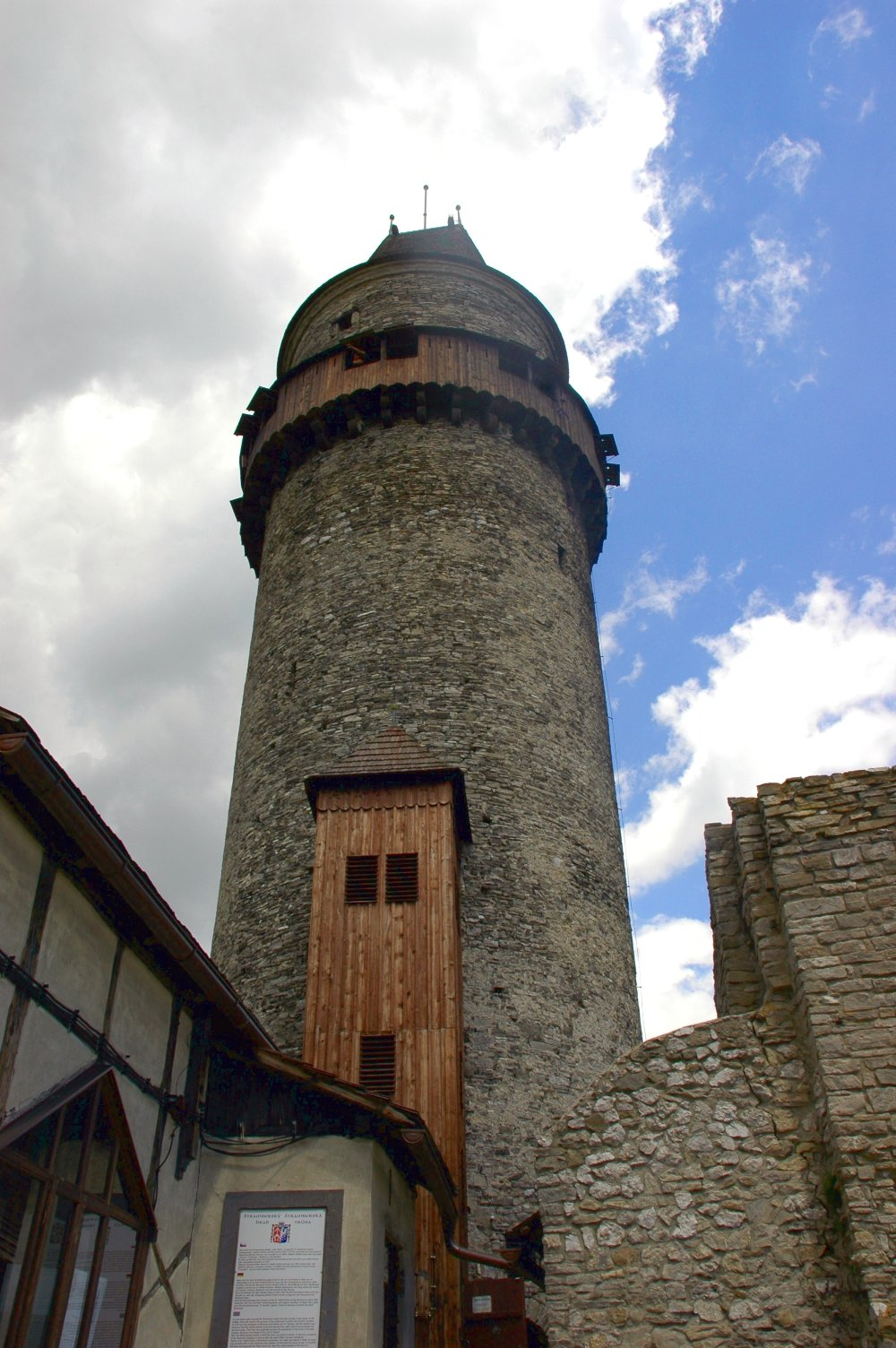
Vstup do útulny
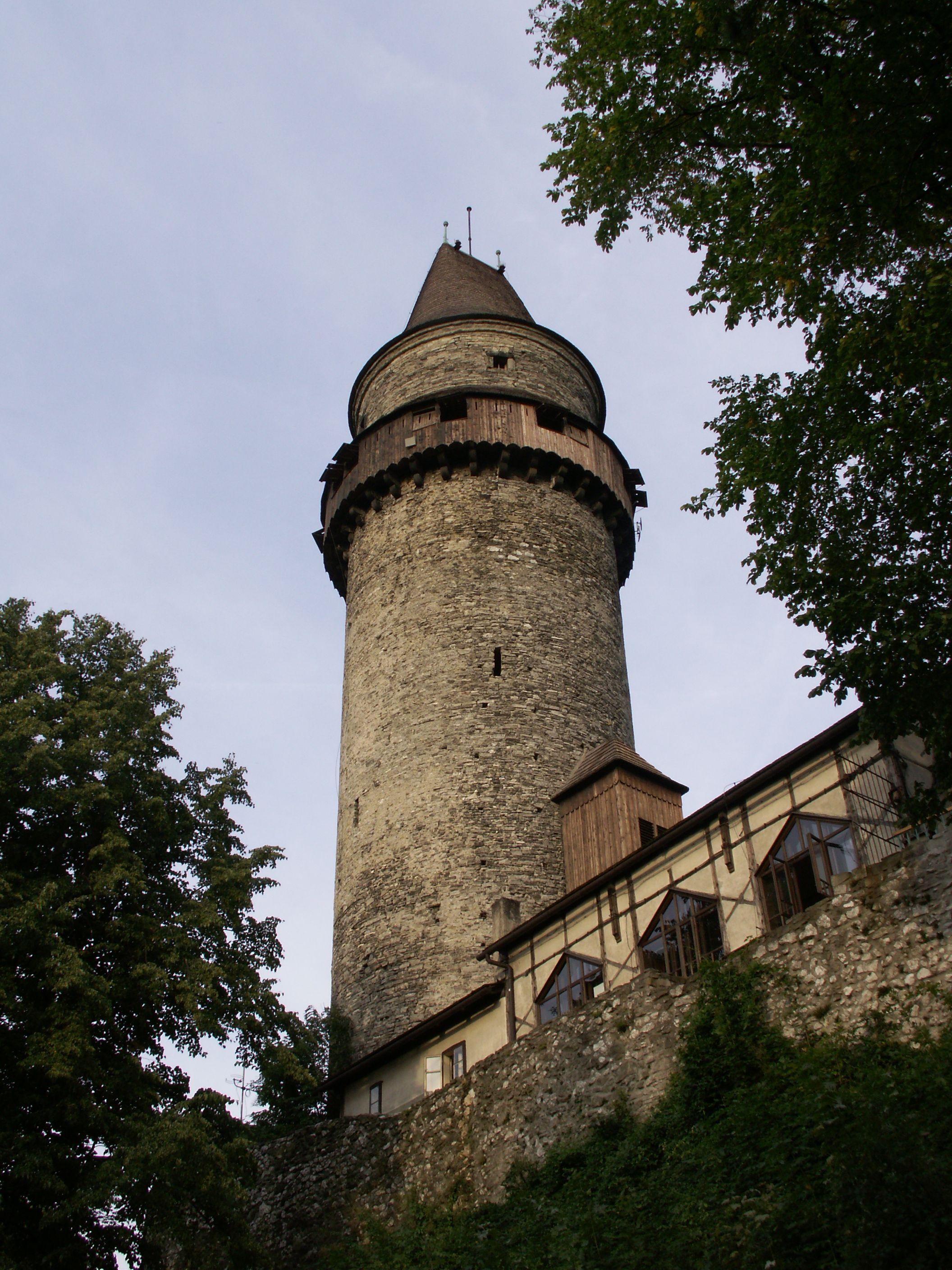
Pod věží jsou vidět pětiúhelná okna útulny
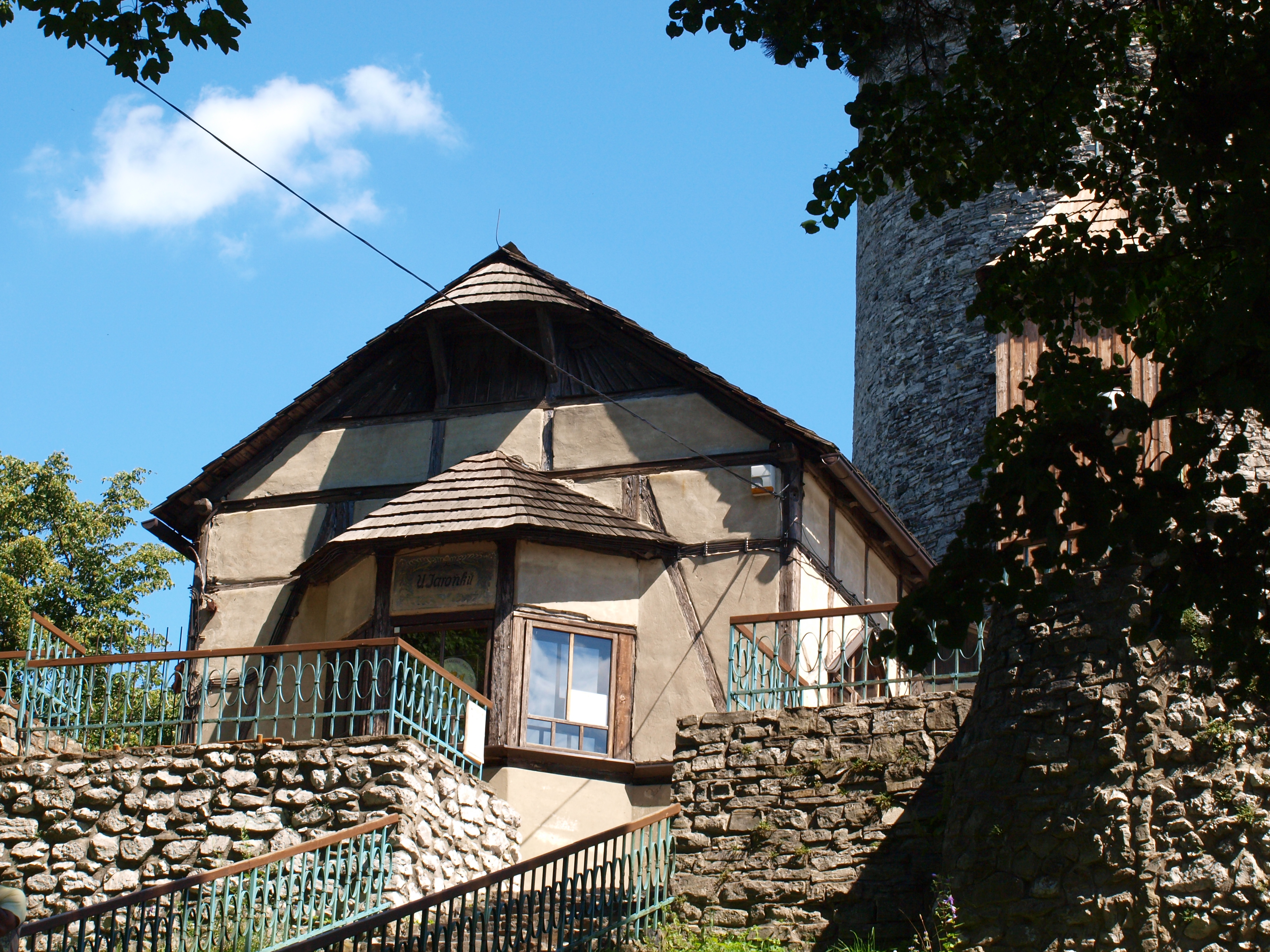
Jaroňkova útulna